# Swenson Red
Swenson Red ist eine Rotweinsorte, die von Elmer Swenson an der University of Minnesota 1962 erstmals zwischen den Klonen Minnesota 78 und Seibel 11803 gekreuzt und seit 1978 staatlich zugelassen wurde. Sie gilt damit als die erste von ihm erfolgreich durchgeführte Rebzüchtung.
Swenson beschrieb seine gezüchteten Beeren als „groß, rund bis leicht eiförmig und dunkelrot“. Wenn sie „länger am Rebstock bleiben, ändert sich ihre Farbe ins rot-blaue“. Obwohl es sich bei der Swenson Red grundsätzlich um eine rote Rebsorte handelt, kann sie je nach klimatischen Bedingungen ihre Farbe variieren: An Standorten mit kühlen Nächten geht ihre Farbe eher ins Bläuliche, bei milden Nachttemperaturen kann sie aber auch eine grünliche Haut ausbilden. Aufgrund dieser Farbunterschiede lassen sich sowohl helle Rotweine als auch Roséweine und auch Weißweine (Blanc de Noirs) aus den Reben herstellen. Im Geschmack wären sie laut Swenson „voll, fruchtig, aber nicht ‚pelzig‘ (non-labrusca)“. Im Fleisch seien sie „fest und fleischig und gut essbar“. Sie erinnerten an europäische Tafeltrauben, die einen durchaus hohen Zuckergehalt erreichen könnten.
In der Reife gelten die Trauben als „mittelfrüh“ und auch die Frostempfindlichkeit wird als „mittel“ beschrieben.